# Bothriembryon tasmanicus
Bothriembryon tasmanicus är en snäckart som först beskrevs av Ludwig Pfeiffer 1853.  Bothriembryon tasmanicus ingår i släktet Bothriembryon och familjen Bulimulidae. Inga underarter finns listade i Catalogue of Life.